# Hasso Plattner
Hasso Plattner (sinh ngày 21 tháng 1 năm 1944 tại Berlin, Đức) là một doanh nhân, và tỷ phú Đức. Ông là người đồng sáng lập ra hãng phần mềm SAP AG và là chủ tịch hội đồng quản trị hãng này từ tháng 5 năm 2003.

## Tiểu sử
Hasso Plattner lớn lên tại quận Berlin-Grunewald và thành phố Konstanz. Cha ông Horst Plattner (1919–2001) là một nha sĩ, tới từ Hermannstadt ở vùng Siebenbürgen, thuộc nước România. Sau khi lấy bằng tú tài vào năm 1963, Plattner học tại đại học Karlsruhe ngành kỹ thuật thông tin (Telecommunications engineering). 
Thú giải trí của ông là chơi thuyền buồm trên biển và Golf. Ông là chủ nhân của sân golf Fancourt Golf Estate, gần George, thuộc nước Nam Phi. Plattner thỉng thoảng hay được nhắc tới trên báo chí cùng với người sáng lập ra hãng phần mềm Oracle, Larry Ellison. Cả hai đều có đội đua thuyền buồm trên biển.

## Công nhận
Về những đóng góp cho nền kinh tế và khoa học, Plattner đã nhận được nhiều bằng danh dự. Tạp chí manager magazin của Đức vào năm 1998 đã trao ông giải thưởng "IT Leadership Award for Global Integration". Năm 2001, Tạp chí Time Magazine Europe xếp ông Plattner vào hàng đầu trong danh sách những người quan trọng nhất và có thế lực nhất trong ngành IT. 

Vào năm 2012, Forbes ước lượng tài sản của Plattner trị giá khoảng US$8,9 tỷ, và như vậy là người giàu thứ 8 tại nước Đức.

## Nhà bảo trợ khoa học
Từ khi rút ra khỏi những công việc hàng ngày tại SAP, Plattner tham dự vào những việc làm có tính cách đỡ đầu. Ông được cho là " một trong những người bảo trợ khoa học tư nhân đáng kể nhất tại Đức ". Về doanh nghiệp ông lập ra một quỹ tài chánh với một số tiền là 25 triệu Euro và một trung tâm lập nghiệp Hasso Plattner Ventures vào năm 2005 tại Potsdam. Những người muốn lập nghiệp với những cơ sở riêng có thể làm đơn để xin hùn vốn từ 50.000 cho tới 100.000 Euro.

Năm 1998 Plattner sáng lập viện Hasso-Plattner về kỹ thuật hệ thống phần mềm (Hasso-Plattner-Institut für Softwaresystemtechnik) tại đại học Potsdam. Viện này chỉ được trợ giúp từ quỹ Hasso-Plattner-Stiftung für Softwaresystemtechnik. Plattner đã cam kết, sẽ cung cấp cho quỹ này hơn 50 triệu Euro trong vòng 20 năm từ tiền tư của mình. Hiện tại sự giúp đỡ về tài chánh của Plattner cho HPI đã hơn gấp 4 lần đã hứa, tức là hơn 200 triệu Euro. Plattner không những chỉ một mình tài trợ cho HPI, mà còn làm việc tại đó với chức vụ là trưởng ban môn Phần mềm cho các tổ chức lớn và các phương cách phối hợp („Enterprise Platform and Integration Concepts") về dạy học và nghiên cứu.

## Đời sống tư nhân
Platter có gia đình và 2 người con, hiện đang sống ở Schriesheim-Altenbach gần Heidelberg, Đức.